# 馬諾門 (明尼蘇達州聖路易斯縣)
馬諾門（英語：Mahnomen）是位於美國明尼蘇達州聖路易斯縣布雷瓦托鎮區的一個普查規定居民點。

## 人口
根據2020年美國人口普查的數據，馬諾門的面積為3.29平方千米，皆為陸地。當地共有人口231人，而人口密度為每平方千米70.21人。